# Darlingia darlingiana
Darlingia darlingiana är en tvåhjärtbladig växtart som först beskrevs av F. Müll., och fick sitt nu gällande namn av Lawrence Alexander Sidney Johnson. Darlingia darlingiana ingår i släktet Darlingia och familjen Proteaceae. Inga underarter finns listade i Catalogue of Life.